# Adolfo del Palatinato
Adolfo di Wittelsbach (Wolfratshausen, 27 settembre 1300 – Neustadt an der Weinstraße, 29 gennaio 1327) fu conte palatino del Reno titolare dal 1319.

## Biografia
Egli era il secondo figlio di Rodolfo I di Baviera e di sua moglie Matilde di Nassau. 
Nel 1320 sposò la contessa Irmengarda di Oettingen (m. 1399), figlia del conte Ludovico VI di Oettingen, la coppia risiedette a Heidelberg sotto la tutela di Ludovico IV, nel 1326 si trasferì a Oggersheim (ora quartiere di Ludwigshafen am Rhein), qui il conte fece ricostruire e fortificare il centro abitato distrutto da un incendio e in seguito fece ottenere il titolo di città.
Il suo periodo di governo fu segnato da continui conflitti con lo zio Ludovico IV, che occupò militarmente il Palatinato sino al trattato di Pavia che venne concluso, dopo la morte di Adolfo, con i fratelli di Adolfo e suo figlio Roberto II nel 1329.
Adolfo morì nel 1327, fu sepolto presso l'abbazia cistercense di Schönau.

## Matrimonio ed eredi
Dal matrimonio con Irmengarda di Oettingen (m. 1399) nacquero i seguenti figli:
- Roberto II (1325–1398);
- Adolfo;
- Federico;
- una figlia.

Alla sua morte, venne sepolto nel monastero cistercense di Heidelberg.

## Ascendenza
|                             |                        |                               | Genitori                     |  |  | Nonni |  |  | Bisnonni             |  |  | Trisnonni           |  |
|                             |                        |                               |                              |  |  |       |  |  | Ottone II di Baviera |  |  | Ottone I di Baviera |  |
|                             |                        |                               |                              |  |  |       |  |  | Ottone II di Baviera |  |  | Ottone I di Baviera |  |
|                             |                        | Ludmilla di Boemia            |                              |  |  |       |  |  | Ottone II di Baviera |  |  |                     |  |
| Ludovico II del Palatinato  |                        |                               |                              |  |  |       |  |  | Ottone II di Baviera |  |  |                     |  |
|                             |                        | Agnese del Palatinato         | Enrico V del Palatinato      |  |  |       |  |  |                      |  |  |                     |  |
|                             |                        | Agnese del Palatinato         | Enrico V del Palatinato      |  |  |       |  |  |                      |  |  |                     |  |
|                             |                        | Agnese del Palatinato         | Agnese di Hohenstaufen       |  |  |       |  |  |                      |  |  |                     |  |
| Rodolfo I di Baviera        |                        | Agnese del Palatinato         |                              |  |  |       |  |  |                      |  |  |                     |  |
|                             |                        | Rodolfo I d'Asburgo           | Alberto IV il Saggio         |  |  |       |  |  |                      |  |  |                     |  |
|                             |                        | Rodolfo I d'Asburgo           | Alberto IV il Saggio         |  |  |       |  |  |                      |  |  |                     |  |
|                             |                        | Rodolfo I d'Asburgo           | Edvige di Kyburg             |  |  |       |  |  |                      |  |  |                     |  |
| Matilde d'Asburgo           |                        | Rodolfo I d'Asburgo           |                              |  |  |       |  |  |                      |  |  |                     |  |
|                             |                        | Gertrude di Hohenberg         | Burcardo V di Hohenberg      |  |  |       |  |  |                      |  |  |                     |  |
|                             |                        | Gertrude di Hohenberg         | Burcardo V di Hohenberg      |  |  |       |  |  |                      |  |  |                     |  |
|                             |                        | Gertrude di Hohenberg         | Matilde di Tubinga           |  |  |       |  |  |                      |  |  |                     |  |
| Adolfo del Palatinato       |                        | Gertrude di Hohenberg         |                              |  |  |       |  |  |                      |  |  |                     |  |
|                             | Valderamo II di Nassau | Enrico II di Nassau           |                              |  |  |       |  |  |                      |  |  |                     |  |
|                             | Valderamo II di Nassau | Enrico II di Nassau           |                              |  |  |       |  |  |                      |  |  |                     |  |
|                             | Valderamo II di Nassau | Matilde di Gheldria           |                              |  |  |       |  |  |                      |  |  |                     |  |
| Adolfo di Nassau-Weilburg   | Valderamo II di Nassau |                               |                              |  |  |       |  |  |                      |  |  |                     |  |
|                             |                        | Adelaide di Katzenelnbogen    | Diether IV di Katzenelnbogen |  |  |       |  |  |                      |  |  |                     |  |
|                             |                        | Adelaide di Katzenelnbogen    | Diether IV di Katzenelnbogen |  |  |       |  |  |                      |  |  |                     |  |
|                             |                        | Adelaide di Katzenelnbogen    | …                            |  |  |       |  |  |                      |  |  |                     |  |
| Matilde di Nassau           |                        | Adelaide di Katzenelnbogen    |                              |  |  |       |  |  |                      |  |  |                     |  |
|                             |                        | Gerlach I di Isenburg-Limburg | …                            |  |  |       |  |  |                      |  |  |                     |  |
|                             |                        | Gerlach I di Isenburg-Limburg | …                            |  |  |       |  |  |                      |  |  |                     |  |
|                             |                        | Gerlach I di Isenburg-Limburg | …                            |  |  |       |  |  |                      |  |  |                     |  |
| Imagina di Isenburg-Limburg |                        | Gerlach I di Isenburg-Limburg |                              |  |  |       |  |  |                      |  |  |                     |  |
|                             |                        | Imagina di Blieskatel         | …                            |  |  |       |  |  |                      |  |  |                     |  |
|                             |                        | Imagina di Blieskatel         | …                            |  |  |       |  |  |                      |  |  |                     |  |
|                             |                        | Imagina di Blieskatel         | …                            |  |  |       |  |  |                      |  |  |                     |  |
|                             |                        | Imagina di Blieskatel         |                              |  |  |       |  |  |                      |  |  |                     |  |